# UTM-02

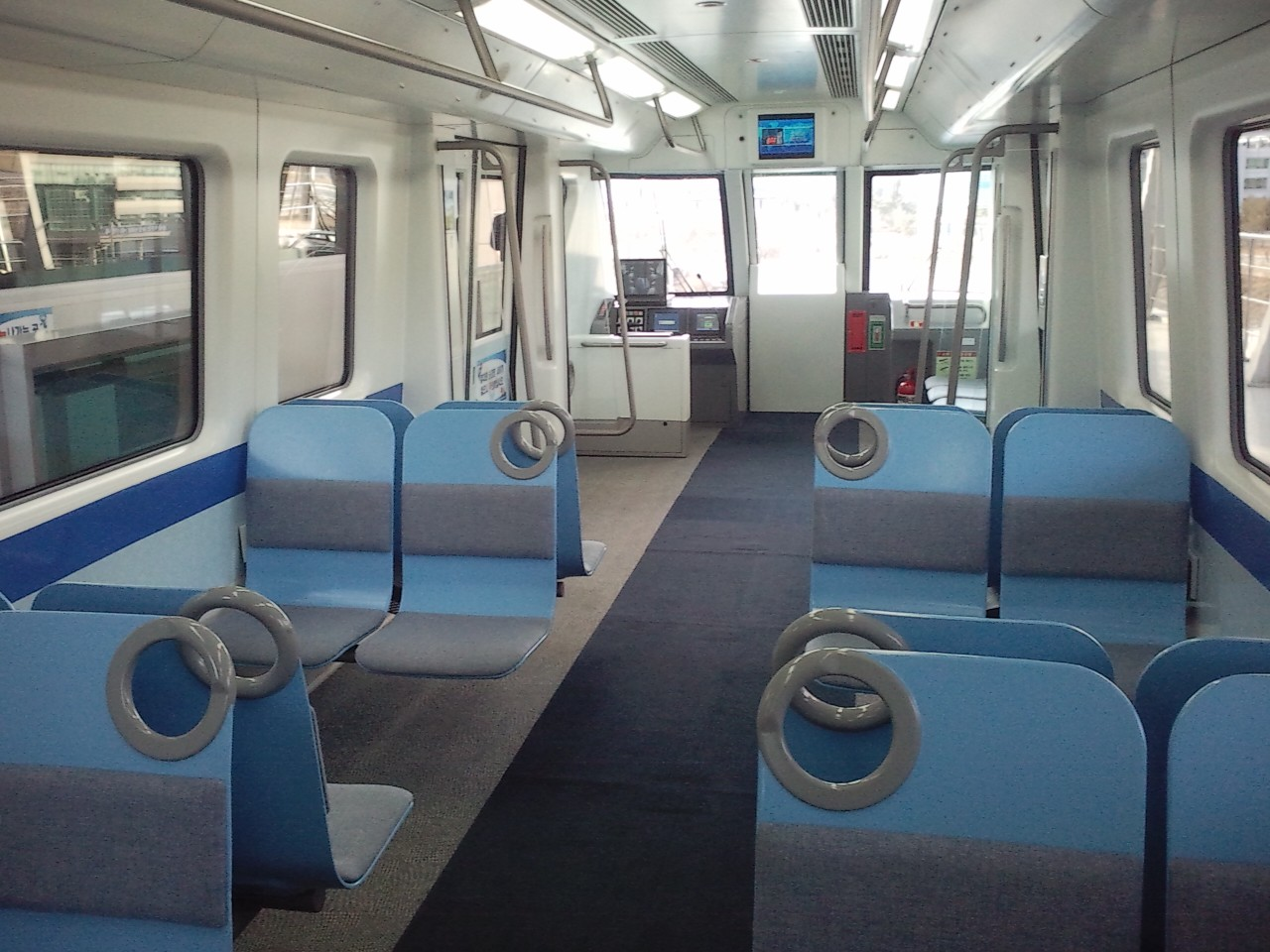
列车内部

UTM-02是大田广域市的一款磁悬浮列车，目前正在运营中。

## 概况
UTM-02是韩国的第5款磁悬浮列车，由现代Rotem负责生产，在UTM-01的基础上做出了较大的改进。运行于大田广域市EXPO科學公園与韓國國立中央科學館区间。列车客室车门为内崁式门，列车在两端设有紧急出口，为2辆编组。目前由韩国机械研究院负责测试。

## 编组
|          | UTM-02 |       |
| 車廂編號 | 1      | 2     |
| 形式區分 | (Mc1)  | (Mc2) |
| 其他設備 |        |       |
| 安裝機器 |        |       |
| 車輛重量 | 20t    | 20t   |
| 載客量   | 64人   | 64人  |